# Свобода створення партій
Свобода створення партій — базова форма політичної свободи сучасних демократій. У конституціях Німеччини, Італії, Франції, Іспанії, Португалії це право чітко сформульоване окремою статтею. Ст.21 конституції ФРН декларує «право на вільне створення партії», ст.6 конституції Іспанії проголошує, що «їх створення і діяльність є вільними, в рамках Конституції і законів», ст.47 конституції Португалії констатує, що «свобода об'єднань включає в себе право на створення і приналежність до політичних партій і угруповань», а ст.49 конституції Італії гарантує, що «всі громадяни мають право вільного об'єднання в партії». В інших конституціях це право випливає з загальної норми про свободу об'єднань. Це означає, що створення політичної партії не може залежати від попередньої згоди будь-якого державного органу, і якщо право держави і вимагає певної реєстрації партії, то це має чисто інформаційний характер. Ці норми не вимагають жодних умов при створенні партії, не містять визначення поняття партії. Лише участь партії в певних політичних діях, таких, наприклад, як вибори, була певним чином обумовлена. Саме поняття існування свободи створення політичних партій є правовою основою багатопартійної системи, навіть якщо про неї і ніде в правових актах не йде мова. Щодо прийнятої в державі процедури легалізації політичних партій, то загалом розрізняють три її різновиди: 1) дозвільна система, 2) адміністративна система, 3) реєстраційна система. Дозвільна система полягає в тому, що відповідний державний орган видає дозвіл на діяльність партії, якщо вона відповідає приписам закону, що регулює діяльність політичних партій. Відповідне рішення даний орган приймає самостійно. Відмова в отриманні такого дозволу є остаточною і не підлягає оскарженню. Дана система не практикується в демократичних правових державах (хіба лише у виняткових випадках, наприклад під час війни). Адміністративна система має місце в ситуації, коли відповідні державні органи здійснюють адміністративний контроль за діяльністю політичних партій. Діяльність політичних партій в такому випадку є достатньо регламентованою, що ускладнює їй можливість повноцінного виконання своїх функцій. Реєстраційна система полягає у визнанні повної свободи виникнення і діяльності політичних партій, які після виконання певних формальностей реєструються і в такий спосіб визнаються державою. Відмова у реєстрації може мати місце лише у випадках, передбачених законом і може бути оскаржена в судовому порядку. Остаточне рішення приймає Верховний або Конституційний суд. У більшості демократичних країн прийнятою є реєстраційна система легалізації партій. Формальні вимоги, яких слід дотримуватися при реєстрації партій, є досить різноманітними. Переважно вони полягають у подачі інформації стосовно назви партії, адреси її керівних органів, прізвищ та адрес осіб, які входять до керівних органів партії, а також статуту партії і списку осіб, які підтримують створення партії (в різних державах їх кількість є різною, наприклад у Польщі — 1000 підписів, у Фінляндії — 5000). У правових нормах існують також положення, які обмежують діяльність політичних партій. Див. Обмеження діяльності та делегалізація партій.